# ماتئو پوگی
ماتئو پوگی (انگلیسی: Matteo Poggi; ۲۳ فوریهٔ ۱۹۱۳ – ۳ ژانویهٔ ۱۹۹۲) بازیکن فوتبال، و سرمربی (فوتبال) اهل ایتالیا بود.
از باشگاه‌هایی که در آن بازی کرده‌است می‌توان به باشگاه فوتبال جنوآ، باشگاه فوتبال آ.ث. میلان، باشگاه فوتبال سمپدوریا، و باشگاه فوتبال فیورنتینا اشاره کرد.